# František Tomáš Bratránek
František Tomáš Bratránek (3. listopadu 1815 Jedovnice – 2. srpna 1884 Brno) byl člen augustiniánského řádu, literární vědec, německy píšící spisovatel a profesor německé literatury na Jagellonské universitě v Krakově.

## Život
Narodil se v rodině panského úředníka. Jeho otec byl Čech, matka rakouská Němka. Základní školu a gymnázium vystudoval v Brně. V roce 1834 vstoupil do augustiniánského řádu v klášteře na Starém Brně. Jeho spolubratřími byli například: František Matouš Klácel, Gregor Mendel nebo Pavel Křížkovský. Vysokoškolská studia zahájil v Olomouci, opat Cyril Napp (1792–1867) jej poslal na další studia do Vídně. Na Vídeňské univerzitě studoval filosofii a toto studium zakončil v roce 1839 doktorátem. Poté pracoval nejprve jako sekretář opata. V letech 1841–1843 působil jako asistent Ignáce Jana Hanuše (1812–1869) na filosofické fakultě university ve Lvově. V roce 1844 byl povolán zpět do Brna, aby převzal přednášky filosofie místo sesazeného Františka Matouše Klácela. Názorově se hlásil k hegelianismu, což bylo ale v té době v Rakousku zakázané učení. Bratránek tedy musel řešit osobní rozpor mezi postavením učitele na státní škole a vlastním přesvědčením. Prázdninové cesty do okolních zemí využíval jednak k setkávání s předními osobnostmi vědy a kultury (například: Friedrich Schelling, Friedrich Adolf Trendelenburg, Theodor Mundt, Karl August Varnhagen von Ense) a též si nakupoval odbornou literaturu, která byla v té době v Rakousku zakázána.

### Rok 1848
V tomto období se sblížil s utopickým Českomoravským bratrstvem (František Matouš Klácel, Božena Němcová, Ignác Jan Hanuš, Jan Helcelet). Německé nacionalisty nejvíce popudil, když v červnu 1848 jako očitý svědek popsal (spolu s Helceltem a Hanušem) vídeňskému revolučnímu Výboru bezpečnosti skutečný průběh zásahu generála Alfreda Windischgrätze v Praze (v revolučních dnech navštívil Bratránek Prahu, aby přemluvil Klácela k účasti na Frankfurtském sněmu).

### Čech nebo Němec
František Tomáš Bratránek považoval otázku, zda je Čech nebo Němec za nesmyslnou, protože byl od počátku ovlivněn oběma komunitami. Do svých devíti let mluvil pouze česky a od prarodičů z otcovy strany znal české dějiny i pověsti a mýty. Během studií se seznámil s německou literaturou, které se pak celý život věnoval. Nebyl „Čechem“ v duchu národních buditelů, své vztahy s českým prostředím ale udržoval a po roce 1848 se ocitl na seznamu podezřelých pročeských osob. Když v roce 1850 vydal svou Příručku dějin německé literatury, bylo to naopak českými nacionalisty považováno za pokus vlichotit se protičeské reakci.

### Působení na Jagellonské universitě v Krakově
V roce 1851 byl jmenován mimořádným a v roce 1853 řádným profesorem německé literatury na Jagellonské universitě v Krakově. Zde musel řešit další rozpor. V období reakce po roce 1848 byl na poněmčené Jagellonské universitě chápán jako dosazený proněmecký učitel. Získal si ale důvěru krakovských polských kulturních kruhů, překládal polské autory do němčiny (Antoni Edward Odyniec, Wincenty Pol, Józef Szujski a další), zabýval se polsko-německými kulturními vztahy (Johann Wolfgang von Goethe - Adam Mickiewicz). Později se stal děkanem filosofické fakulty (1864–1865) a nakonec rektorem university (1866–1867). Když byla Jagellonská universita v roce 1870 opět popolštěna, chtěl odejít. Akademická obec jej ale přesvědčila, aby zůstal, a dále mu udělila jazykovou výjimku, takže mohl nadále přednášet německy. V roce 1881 ukončil své působení na universitě a vrátil se do starobrněnského kláštera, kde v roce 1884 zemřel.

## Dílo
Během svých vídeňských studií se seznámil s Ottilií von Goethe, snachou Johanna Wolfganga von Goethe, a s jejími syny Waltherem Wolfgangem a Wolfgangem Maximilianem. Tato známost jej zásadně ovlivnila. Zabýval se pak filosofickým a estetickým výkladem Goethova díla a pořádáním Goethovy korespondence (s Kašparem Šternberkem, s Alexandrem a Wilhelmem von Humboldt).
V roce 1865 napsal velkou stať Moravská lidová píseň, kterou mj. František Sušil označil jako velké povzbuzení v jeho práci.

## Spisy
- Zur Entwicklung des Schönheitsbegriffes (1841). Dostupné online.
- Erläuterungen zu Goethes Faust (1842, česky: Výklad Goethova Fausta, překlad Jaromír Loužil, Praha, Odeon, 1982)
- Handbuch der deutschen Literaturgeschichte (1850, Příručka dějin německé literatury). Dostupné online.
- Beiträge zu einer Ästhetik der Pflanzenwelt, Lipsko 1853
- Ästhetische Studien, (Vídeň 1853, Estetické studie)
- Goethes Egmont und Schillers Wallenstein, (Stuttgart 1862, Goethův Egmont a Schillerův Valdštejn)
- Sturm und Drang-Periode, (1864, Období "Bouře a Vzdoru")
- Moravská lidová píseň, (1865)
- Die romantische Schule, (1866, Romantická škola)
- Das Junge Deutschland, (1866, Mladé Německo)
- Briefwechsel zwischen Goethe und Kaspar Graf von Sternberg, (Vídeň, 1866, Korespondence mezi Goethem a Kašparem, hrabětem ze Šternberka)
- Reminiszenzen, Krakov 1867–1880 – vlastní prózy
- Zwei Polen in Weimar (Vídeň 1870, Dva Poláci ve Výmaru)
- Goethes naturwissenschaftliche Korrespondenz I–III (Vídeň, 1874–1876, Goethova přírodně-vědecká korespondence)
- Goethes Briefwechsel mit den Gebrüdern von Humboldt, (Lipsko 1876, Goethova korespondence s bratry von Humboldt)